# Gačice
Gačice falu Horvátországban Varasd megyében. Közigazgatásilag Ivanechez tartozik.

## Fekvése
Varasdtól 14 km-re délnyugatra, községközpontjától 7 km-re keletre az Ivaneci-hegység északi részén fekszik.

## Története
A települést I. Ferdinánd király 1564-ben kelt oklevelében említik "Gachicza" alakban. Ebben a király megerősíti a gersei Pethő családot birtokaiban. 1650-ben III. Ferdinánd oklevelében melyben birtokokat adományozott Varasd vármegye akkori főprépostjának, Dénes fia Miklósnak a bélai uradalom részeként Gacsica is szerepel. 
1857-ben 258, 1910-ben 491 lakosa volt. A trianoni békeszerződésig Varasd vármegye Ivaneci járáshoz tartozott. 2001-ben 106 háztartása és 387 lakosa volt.